# Areopaguristes japonicus
Areopaguristes japonicus is een tienpotigensoort uit de familie van de Diogenidae. De wetenschappelijke naam van de soort is voor het eerst geldig gepubliceerd in 1961 door Miyake.